# Домінанти (екологія)
Доміна́нти (від лат. dominantis — панівний), іреваліди (Пачоський, 1921) — переважаючі, або домінуючі, в головних шарах біоценозів види рослин (види, що переважають у другорядних шарах, називаються субдомінанти). Домінанти поділяються на коннектори, патулектори, дензектори та ін. групи (Порівняй: ценотипи). Основне значення домінантів і кондомінантів (їх домінантність) полягає в продукуванні найбільшої частини продукції. У зв'язку з цим вони грають середовищеутворюючу роль і є найважливішими серед  едифікаторів. Шари домінантів, кондомінантів і субдоминантів найчастіше представлені окремими синузіями. Домінанти мають істотне значення в виокремлення біоценозів. Склад домінантів Євразії по екобіоморфах (див. біоекологічний спектр) і по екоморфах — екологічний спектр. Порівняй: предомінанти.